# Brenda Jones
Brenda Jones   (Leongatha, 17 de novembre de 1936), de casada Brenda Carr, és una atleta australiana ja retirada, especialista en curses de mig fons, que va competir durant les dècades de 1950 i 1960.
El 1960 va prendre part en els Jocs Olímpics de Roma, on va guanyar la medalla de plata en la prova dels 800 metres del programa d'atletisme.
En el seu palmarès també destaquen cinc campionats nacionals, en 440 iardes (1958), 880 iardes (1958), 1.500 metres (1968) i cros (1963 i 1968). Va millorar en sis ocasions el rècord nacional dels 800 metres.

## Millors marques
- 800 metres. 2'04.4" (1960)[1][4]